# Kendrick Meek

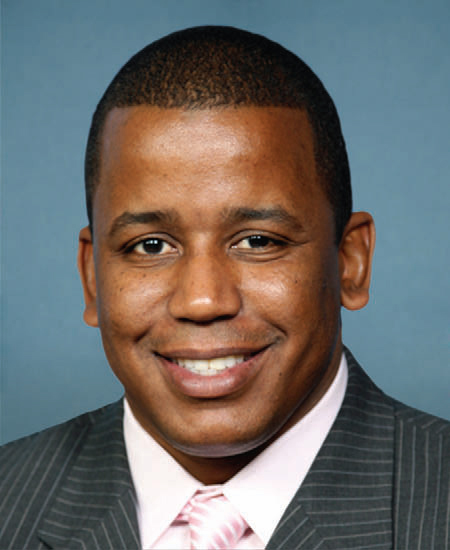
Kendrick Meek

Kendrick Brett Meek (* 6. September 1966 in Miami, Florida) ist ein US-amerikanischer Politiker. Zwischen 2003 und 2011 vertrat er den Bundesstaat Florida im US-Repräsentantenhaus.

## Werdegang
Kendrick Meek ist der Sohn der ehemaligen Kongressabgeordneten Carrie P. Meek. Er studierte bis 1989 an der Florida A&M University in Tallahassee. Danach arbeitete er für die Autobahnpolizei von Florida. Politisch wurde er, wie seine Mutter, Mitglied der Demokratischen Partei, deren Jugendorganisation auf Staatsebene er leitete. Zwischen 1994 und 1998 war Meek Abgeordneter im Repräsentantenhaus von Florida; von 1998 bis 2002 gehörte er dem Staatssenat an.
Bei den Kongresswahlen des Jahres 2002 wurde er im 17. Wahlbezirk von Florida in das US-Repräsentantenhaus in Washington, D.C. gewählt, wo er am 3. Januar 2003 die Nachfolge seiner Mutter antrat. Nach drei Wiederwahlen, bei denen es jeweils keinen offiziellen Gegenkandidaten in dem traditionell demokratisch wählenden Distrikt gab, konnte er bis zum 3. Januar 2011 vier Legislaturperioden im Kongress absolvieren. Dort war er Mitglied im Committee on Ways and Means.
Im Jahr 2010 verzichtete Meek auf eine weitere Kandidatur für das US-Repräsentantenhaus. Stattdessen bewarb er sich erfolglos um die Wahl zum US-Senat. Mit 20,2 Prozent der Stimmen belegte er lediglich den dritten Platz hinter dem siegreichen Republikaner Marco Rubio (48,9 Prozent) und dem ehemaligen republikanischen Gouverneur Charlie Crist (29,7 Prozent), der als Unabhängiger antrat. Zeitweilig gab es Spekulationen, dass Meek seine Kandidatur zu Crists Gunsten abbrechen könnte; dazu kam es jedoch nicht. Kendrick Meek ist verheiratet und hat zwei Kinder.